# Nederland op de Paralympische Zomerspelen 2020
Nederland was een van de landen die deelnam aan de Paralympische Zomerspelen 2020 in Tokio, Japan.

## Medaillewinnaars
| Medaille | Sport                   | Naam | Onderdeel                                  | Datum       |
| -------- | ----------------------- | --- | ------------------------------------------ | ----------- |
| Goud     | Atletiek                | Marlène van Gansewinkel | 100m T64 (v)                               | 3 september |
| Goud     | Atletiek                | Marlène van Gansewinkel | 200m T64 (v)                               | 31 augustus |
| Goud     | Atletiek                | Fleur Jong | Verspringen T64 (v)                        | 28 augustus |
| Goud     | Paardensport (dressuur) | Sanne Voets Paard: Demantur | Individueel verplichte kür - Graad IV (o)  | 26 augustus |
| Goud     | Paardensport (dressuur) | Sanne Voets Paard: Demantur | Individueel vrije kür - Graad IV (o)       | 30 augustus |
| Goud     | Tafeltennis             | Kelly van Zon | Individueel klasse 7 (v)                   | 30 augustus |
| Goud     | Triathlon               | Jetze Plat | PTWC (m)                                   | 29 augustus |
| Goud     | Rolstoelbasketbal       | Anouk Taggenbrock Bo Kramer Carina de Rooij Chèr Korver Ilse Arts Jitske Visser Julia van der Sprong Lindsay Frelink Mariska Beijer Saskia Pronk Sylvana van Hees Xena Wimmenhoeve | Dames                                      | 4 september |
| Goud     | Rolstoeltennis          | Diede de Groot | Enkelspel (v)                              | 3 september |
| Goud     | Rolstoeltennis          | Diede de Groot Aniek van Koot | Dubbelspel (v)                             | 4 september |
| Goud     | Rolstoeltennis          | Sam Schröder Niels Vink | Quad dubbelspel (m)                        | 1 september |
| Goud     | Wielersport (baan)      | Tristan Bangma piloot: Patrick Bos | Achtervolging B (m)                        | 25 augustus |
| Goud     | Wielersport (baan)      | Larissa Klaassen piloot: Imke Brommer | 1000m tijdrit B (v)                        | 26 augustus |
| Goud     | Wielersport (weg)       | Daniel Abraham Gebru | Tijdrit C5 (m)                             | 31 augustus |
| Goud     | Wielersport (weg)       | Jennette Jansen | Wegrace H1-4 (v)                           | 1 september |
| Goud     | Wielersport (weg)       | Jetze Plat | Tijdrit H4 (m)                             | 31 augustus |
| Goud     | Wielersport (weg)       | Jetze Plat | Wegrace H4 (m)                             | 1 september |
| Goud     | Wielersport (weg)       | Vincent ter Schure piloot: Timo Fransen | Wegrace B (m)                              | 3 september |
| Goud     | Wielersport (weg)       | Mitch Valize | Tijdrit H5 (m)                             | 31 augustus |
| Goud     | Wielersport (weg)       | Mitch Valize | Wegrace H5 (m)                             | 1 september |
| Goud     | Zwemmen                 | Rogier Dorsman | 100m schoolslag SB11 (m)                   | 1 september |
| Goud     | Zwemmen                 | Rogier Dorsman | 200m wisselslag SM11 (m)                   | 30 augustus |
| Goud     | Zwemmen                 | Rogier Dorsman | 400m vrije slag S11 (m)                    | 26 augustus |
| Goud     | Zwemmen                 | Chantalle Zijderveld | 100m schoolslag SB9 (v)                    | 26 augustus |
| Goud     | Zwemmen                 | Chantalle Zijderveld | 200m wisselslag SM10 (v)                   | 3 september |
|          |                         | |                                            |             |
| Zilver   | Atletiek                | Olivier Hendriks | 400m T62 (m)                               | 3 september |
| Zilver   | Atletiek                | Noëlle Roorda | Speerwerpen F46 (v)                        | 3 september |
| Zilver   | Paardensport (dressuur) | Rixt van der Horst Paard: Findsley Frank Hosmar Paard: Alphaville Sanne Voets Paard: Demantur                                                                                      | Landenwedstrijd                            | 29 augustus |
| Zilver   | Paardensport (dressuur) | Frank Hosmar Paard: Alphaville | Individueel vrije kür - Graad V (o)        | 30 augustus |
| Zilver   | Tafeltennis             | Frederique van Hoof Kelly van Zon | Landenwedstrijd klasse 6-8 (v)             | 2 september |
| Zilver   | Roeien                  | Annika van der Meer Corné de Koning | Gemengd dubbeltwee                         | 29 augustus |
| Zilver   | Rolstoeltennis          | Sam Schröder | Quad enkelspel (m)                         | 4 september |
| Zilver   | Rolstoeltennis          | Tom Egberink | Enkelspel (m)                              | 4 september |
| Zilver   | Wielersport (baan)      | Alyda Norbruis | 500m tijdrit (v)                           | 27 augustus |
| Zilver   | Wielersport (weg)       | Tristan Bangma piloot: Patrick Bos | Wegrace B (m)                              | 3 september |
| Zilver   | Wielersport (weg)       | Vincent ter Schure piloot: Timo Fransen | Tijdrit B (m)                              | 31 augustus |
| Zilver   | Zwemmen                 | Liesette Bruinsma | 100m vrije slag S11 (v)                    | 3 september |
| Zilver   | Zwemmen                 | Liesette Bruinsma | 400m vrije slag S11 (v)                    | 26 augustus |
| Zilver   | Zwemmen                 | Lisa Kruger | 100m schoolslag SB9 (v)                    | 26 augustus |
| Zilver   | Zwemmen                 | Bas Takken | 400m vrije slag S10 (m)                    | 1 september |
| Zilver   | Zwemmen                 | Chantalle Zijderveld | 50m vrije slag S10 (v)                     | 25 augustus |
| Zilver   | Zwemmen                 | Chantalle Zijderveld | 100m vrije slag S10 (v)                    | 28 augustus |
|          |                         | |                                            |             |
| Brons    | Atletiek                | Kimberly Alkemade | 200m T64 (v)                               | 31 augustus |
| Brons    | Atletiek                | Marlène van Gansewinkel | Verspringen T64 (v)                        | 28 augustus |
| Brons    | Atletiek                | Nikita den Boer | Marathon T54 (v)                           | 5 september |
| Brons    | Paardensport (dressuur) | Rixt van der Horst Paard: Findsley | Individueel verplichte kür - Graad III (o) | 27 augustus |
| Brons    | Paardensport (dressuur) | Frank Hosmar Paard: Alphaville | Individueel verplichte kür - Graad V (o)   | 26 augustus |
| Brons    | Rolstoeltennis          | Tom Egberink Maikel Scheffers | Dubbelspel (m)                             | 3 september |
| Brons    | Rolstoeltennis          | Niels Vink | Quad enkelspel (m)                         | 3 september |
| Brons    | Wielersport (baan)      | Caroline Groot | 500m tijdrit C4-5 (v)                      | 27 augustus |
| Brons    | Wielersport (weg)       | Daniel Abraham Gebru | Wegrace C4-5 (m)                           | 3 september |
| Brons    | Wielersport (weg)       | Jennette Jansen | Tijdrit H4-5 (v)                           | 31 augustus |
| Brons    | Wielersport (weg)       | Tim de Vries | Wegrit H5 (m)                              | 1 september |
| Brons    | Zwemmen                 | Lisa Kruger | 100m rugslag S10 (v)                       | 2 september |
| Brons    | Zwemmen                 | Lisa Kruger | 100m vrije slag S10 (v)                    | 28 augustus |
| Brons    | Zwemmen                 | Lisa Kruger | 200m wisselslag SM10 (v)                   | 3 september |
| Brons    | Zwemmen                 | Bas Takken | 200m wisselslag SM10 (m)                   | 3 september |
| Brons    | Zwemmen                 | Thomas van Wanrooij | 200m wisselslag SM13 (m)                   | 30 augustus |
| Brons    | Zwemmen                 | Chantalle Zijderveld | 100m vlinderslag S10 (v)                   | 31 augustus |

### Medailles per sport
| Medailles per sport     | Medailles per sport | Medailles per sport | Medailles per sport | Medailles per sport |
| ----------------------- | ------------------- | ------------------- | ------------------- | ------------------- |
| Sport                   | Goud                | Zilver              | Brons               | Totaal              |
| Wielersport (weg)       | 7                   | 2                   | 3                   | 12                  |
| Zwemmen                 | 5                   | 6                   | 6                   | 17                  |
| Atletiek                | 3                   | 2                   | 3                   | 8                   |
| Rolstoeltennis          | 3                   | 2                   | 2                   | 7                   |
| Paardensport (dressuur) | 2                   | 2                   | 2                   | 6                   |
| Wielersport (baan)      | 2                   | 1                   | 1                   | 4                   |
| Tafeltennis             | 1                   | 1                   | 0                   | 2                   |
| Rolstoelbasketbal       | 1                   | 0                   | 0                   | 1                   |
| Triatlon                | 1                   | 0                   | 0                   | 1                   |
| Roeien                  | 0                   | 1                   | 0                   | 1                   |
| Totaal                  | 25                  | 17                  | 17                  | 59                  |

### Medailles per datum
| Medailles per datum | Medailles per datum | Medailles per datum | Medailles per datum | Medailles per datum | Medailles per datum |
| ------------------- | ------------------- | ------------------- | ------------------- | ------------------- | ------------------- |
| Dag                 | Datum               | Goud                | Zilver              | Brons               | Totaal              |
| 1                   | 25 augustus         | 1                   | 1                   | 0                   | 2                   |
| 2                   | 26 augustus         | 4                   | 2                   | 1                   | 7                   |
| 3                   | 27 augustus         | 0                   | 1                   | 2                   | 3                   |
| 4                   | 28 augustus         | 1                   | 1                   | 2                   | 4                   |
| 5                   | 29 augustus         | 1                   | 2                   | 0                   | 3                   |
| 6                   | 30 augustus         | 3                   | 1                   | 1                   | 5                   |
| 7                   | 31 augustus         | 4                   | 1                   | 3                   | 8                   |
| 8                   | 1 september         | 5                   | 1                   | 1                   | 7                   |
| 9                   | 2 september         | 0                   | 1                   | 1                   | 2                   |
| 10                  | 3 september         | 4                   | 4                   | 5                   | 13                  |
| 11                  | 4 september         | 2                   | 2                   | 0                   | 4                   |
| 12                  | 5 september         | 0                   | 0                   | 1                   | 1                   |
| Totaal              | Totaal              | 25                  | 17                  | 17                  | 59                  |

### Medailles per geslacht
| Medailles per geslacht | Medailles per geslacht | Medailles per geslacht | Medailles per geslacht | Medailles per geslacht | Medailles per geslacht |
| ---------------------- | ---------------------- | ---------------------- | ---------------------- | ---------------------- | ---------------------- |
| Geslacht               | Goud                   | Zilver                 | Brons                  | Totaal                 | Percentage             |
| Vrouwen                | 13                     | 8                      | 10                     | 31                     | 52,54%                 |
| Mannen                 | 12                     | 7                      | 7                      | 26                     | 44,07%                 |
| Gemengd                | 0                      | 2                      | 0                      | 2                      | 3.39%                  |
| Totaal                 | 25                     | 17                     | 17                     | 59                     | 100%                   |

## Aantal atleten
Hieronder volgt een overzicht van de Nederlandse atleten die deelnamen aan de Paralympische Zomerspelen 2020.
| Sport        | Mannen | Vrouwen | Totaal |
| ------------ | ------ | ------- | ------ |
| Atletiek     | 6      | 11      | 17     |
| Badminton    | 0      | 1       | 1      |
| Basketbal    | 0      | 12      | 12     |
| Boccia       | 1      | 0       | 1      |
| Paardensport | 1      | 3       | 4      |
| Roeien       | 1      | 1       | 2      |
| Tafeltennis  | 0      | 2       | 2      |
| Tennis       | 6      | 2       | 8      |
| Triatlon     | 2      | 1       | 3      |
| Wielersport  | 6      | 5       | 11     |
| Zwemmen      | 7      | 3       | 10     |
| TOTAAL       | 30     | 41      | 71*    |

* In werkelijkheid 70 deelnemers; Jetze Plat is meegeteld bij triatlon en bij wielersport

## Deelnemers en resultaten
(m) = mannen, (v) = vrouwen, (g) = gemengd 

### Atletiek

#### Baanonderdelen
| Atleet                  | Onderdeel         | Series              | Series              | Finale              | Finale              |
| Atleet                  | Onderdeel         | Resultaat           | Rang                | Resultaat           | Rang                |
| ----------------------- | ----------------- | ------------------- | ------------------- | ------------------- | ------------------- |
| Olivier Hendriks        | 100 m, T64 (m)    | 0:11.29             | 9e                  | Niet gekwalificeerd | Niet gekwalificeerd |
| Olivier Hendriks        | 400 m, T64 (m)    | Niet van toepassing | Niet van toepassing | 0:47.95             | Zilver              |
| Joel de Jong            | 100 m, T63 (m)    | 0:13.00             | 8e                  | 0:12.90             | 8e                  |
| Levi Vloet              | 200 m, T64 (m)    | 0:22.66             | 5e                  | 0:23.10             | 7e                  |
| Kenny van Weeghel       | 100 m, T54 (m)    | 0:14.17             | 6e                  | 0:14.53             | 8e                  |
| Kenny van Weeghel       | 400 m, T54 (m)    | 0:46.81             | 7e                  | Niet gekwalificeerd | Niet gekwalificeerd |
| Kenny van Weeghel       | 800 m, T54 (m)    | 1:40.87             | 13e                 | Niet gekwalificeerd | Niet gekwalificeerd |
|                         |                   |                     |                     |                     |                     |
| Kimberly Alkemade       | 100 m, T64 (v)    | 0:13.06             | 3e                  | 0:13.12             | 5e                  |
| Kimberly Alkemade       | 200 m, T64 (v)    | 0:26.65             | 3e                  | 0:26.80             | Brons               |
| Nikita den Boer         | 1500 m, T54 (v)   | 3:28.87             | 4e                  | 3:29.11             | 7e                  |
| Nikita den Boer         | 5000 m, T54 (v)   | Niet van toepassing | Niet van toepassing | 11:15.37            | 4e                  |
| Nikita den Boer         | Marathon, T54 (v) | Niet van toepassing | Niet van toepassing | 1:38:16             | Brons               |
| Cheyenne Bouthoorn      | 100 m, T36 (v)    | 0:14.84             | 5e                  | 0:14.90             | 5e                  |
| Cheyenne Bouthoorn      | 200 m, T36 (v)    | 0:31.62             | 6e                  | 0:31.30             | 5e                  |
| Marlène van Gansewinkel | 100 m, T64 (v)    | 0:12.82             | 1e                  | 0:12.78             | Goud                |
| Marlène van Gansewinkel | 200 m, T64 (v)    | 0:26.56             | 2e                  | 0:26.22             | Goud                |
| Fleur Jong              | 100 m, T64 (v)    | 0:13.34             | 7e                  | 0:13.10             | 4e                  |
| Fleur Schouten          | 100 m, T63 (v)    | 0:16.82             | 12e                 | Niet gekwalificeerd | Niet gekwalificeerd |
| Amy Siemons             | 100 m, T34 (v)    | Niet van toepassing | Niet van toepassing | 0:20.29             | 9e                  |
| Nienke Timmer           | 100 m, T35 (v)    | 0:15.68             | 7e                  | 0:15.49             | 7e                  |
| Nienke Timmer           | 200 m, T35 (v)    | Niet van toepassing | Niet van toepassing | 0:32.87             | 6e                  |

#### Veldonderdelen
| Paralympiër             | Onderdeel            | Resultaat | Prestatie |
| ----------------------- | -------------------- | --------- | --------- |
| Joel de Jong            | Verspringen, T63 (m) | 6e        | 6.41      |
| Ranki Oberoi            | Verspringen, T20 (m) | 7e        | 6.76      |
| Take Zonneveld          | Kogelstoten, F40 (m) | 7e        | 10.04     |
|                         |                      |           |           |
| Lara Baars              | Kogelstoten, F40 (v) | 7e        | 7.64      |
| Marlène van Gansewinkel | Verspringen, T64 (v) | Brons     | 5.78      |
| Fleur Jong              | Verspringen, T64 (v) | Goud      | 6.16      |
| Noëlle Roorda           | Speerwerpen, F46 (v) | Zilver    | 40.06     |
| Salima Rozema           | Verspringen, T20 (v) | 10e       | 4.69      |
| Fleur Schouten          | Verspringen, T63 (v) | 7e        | 3.97      |

### Badminton
| Paralympiër     | Onderdeel          | Groepsfase                | Groepsfase                  | Groepsfase                     | Groepsfase           | Positie | Finalefase           | Finalefase           | Finalefase           | Plaats |
| Paralympiër     | Onderdeel          | Wedstrijd I               | Wedstrijd II                | Wedstrijd III                  | Wedstrijd IV         | Positie | Kwartfinale          | Halve finale         | (Troost)finale       | Plaats |
| Paralympiër     | Onderdeel          | Tegenstander Uitslag      | Tegenstander Uitslag        | Tegenstander Uitslag           | Tegenstander Uitslag | Positie | Tegenstander Uitslag | Tegenstander Uitslag | Tegenstander Uitslag | Plaats |
| --------------- | ------------------ | ------------------------- | --------------------------- | ------------------------------ | -------------------- | ------- | -------------------- | -------------------- | -------------------- | ------ |
| Megan Hollander | Enkelspel, SU5 (v) | CHN Yang Qiuxia V met 0-2 | UGA Ritah Asiimwe W met 2-0 | POR Beatriz Monteiro V met 0-2 | Niet van toepassing  | 3e      | Niet gekwalificeerd  | Niet gekwalificeerd  | Niet gekwalificeerd  | 7e     |

### Basketbal
| Paralympiër | Onderdeel | Resultaat | Prestatie |
| --- | --------- | --------- | --- |
| Ilse Arts Mariska Beijer Lindsay Frelink Sylvana van Hees Chèr Korver Bo Kramer Saskia Pronk Carina de Rooij Julia van der Sprong Anouk Taggenbrock Jitske Visser Xena Wimmenhoeve | Team (v)  | Goud      | Groep B (2e) W van Verenigde Staten met 68-58 V van China met 38-45 W van Algerije met 109-18 W van Spanje met 63-24 Kwartfinale: W van Japan met 82-24 Halve finale: W van Duitsland met 52-42 Finale: W van China met 50-31 |

### Boccia
| Paralympiër  | Onderdeel          | Groepsfase                 | Groepsfase                      | Groepsfase                    | Groepsfase                   | Positie | Finalefase                                   | Finalefase           | Finalefase           | Plaats |
| Paralympiër  | Onderdeel          | Wedstrijd I                | Wedstrijd II                    | Wedstrijd III                 | Wedstrijd IV                 | Positie | Kwartfinale                                  | Halve finale         | (Troost)finale       | Plaats |
| Paralympiër  | Onderdeel          | Tegenstander Uitslag       | Tegenstander Uitslag            | Tegenstander Uitslag          | Tegenstander Uitslag         | Positie | Tegenstander Uitslag                         | Tegenstander Uitslag | Tegenstander Uitslag | Plaats |
| ------------ | ------------------ | -------------------------- | ------------------------------- | ----------------------------- | ---------------------------- | ------- | -------------------------------------------- | -------------------- | -------------------- | ------ |
| Daniël Perez | Enkelspel, BC1 (g) | RPC Olga Dolgova W met 6-5 | BRA Guilherme Moraes W met 13-1 | THA Subin Tipmanee W met 11-0 | RPC Mikhail Gutnik V met 4-7 | 2e      | BRA Jose Carlos Chagas de Oliveira V met 2-6 | Uitgeschakeld        | Uitgeschakeld        | 5e     |

### Paardensport
| Paralympiër                                 | Onderdeel                               | Resultaat | Prestatie |
| ------------------------------------------- | --------------------------------------- | --------- | --------- |
| Rixt van der Horst                          | Dressuur, verplichte kür, graad III (g) | Brons     | 75.765%   |
| Frank Hosmar                                | Dressuur, verplichte kür, graad V (g)   | Brons     | 73.405%   |
| Frank Hosmar                                | Dressuur, vrije kür, graad V (g)        | Zilver    | 80.240%   |
| Maud de Reu                                 | Dressuur, verplichte kür, graad III (g) | 10e       | 69.941%   |
| Sanne Voets                                 | Dressuur, verplichte kür, graad IV (g)  | Goud      | 76.585%   |
| Sanne Voets                                 | Dressuur, vrije kür, graad IV (g)       | Goud      | 82.085%   |
| Rixt van der Horst Frank Hosmar Sanne Voets | Dressuur, team, graad I-V (g)           | Zilver    | 229.249%  |

### Roeien
| Atleet                              | Onderdeel                         | Heats     | Heats | Herkansingen | Herkansingen | A/B finale | A/B finale |
| Atleet                              | Onderdeel                         | Resultaat | Rang  | Resultaat    | Rang         | Resultaat  | Rang       |
| ----------------------------------- | --------------------------------- | --------- | ----- | ------------ | ------------ | ---------- | ---------- |
| Corné de Koning Annika van der Meer | Tweepersoons sculls, PR2Mix2x (g) | 8:55.16   | 5e    | 8:10.35      | 1e QA        | 8:43.85    | Zilver     |

### Tafeltennis
| Paralympiër                       | Onderdeel         | Groepsfase                           | Groepsfase                  | Groepsfase           | Positie             | Finalefase           | Finalefase                 | Finalefase                             | Finalefase                       | Plaats |
| Paralympiër                       | Onderdeel         | Wedstrijd I                          | Wedstrijd II                | Wedstrijd III        | Positie             | 1/8e finale          | Kwartfinale                | Halve finale                           | Finale                           | Plaats |
| Paralympiër                       | Onderdeel         | Tegenstander Uitslag                 | Tegenstander Uitslag        | Tegenstander Uitslag | Positie             | Tegenstander Uitslag | Tegenstander Uitslag       | Tegenstander Uitslag                   | Tegenstander Uitslag             | Plaats |
| --------------------------------- | ----------------- | ------------------------------------ | --------------------------- | -------------------- | ------------------- | -------------------- | -------------------------- | -------------------------------------- | -------------------------------- | ------ |
| Frederique van Hoof               | Enkelspel, C8 (v) | FRA Thu Kamkasomphou V met 1-3       | HUN Zsofia Arloy V met 0-3  | Niet van toepassing  | 3e                  | Niet gekwalificeerd  | Niet gekwalificeerd        | Niet gekwalificeerd                    | Niet gekwalificeerd              | 7e     |
| Kelly van Zon                     | Enkelspel, C7 (v) | MEX Claudia Perez Villalba W met 3-0 | FRA Anne Barneoud V met 2-3 | Niet van toepassing  | 2e                  | Niet van toepassing  | KOR Kim Seong-Ok W met 3-1 | TUR Kubra Korkut W met 3-1             | RPC Viktoriia Safonova W met 3-2 | Goud   |
| Frederique van Hoof Kelly van Zon | Team, C6-8 (v)    | Niet van toepassing                  | Niet van toepassing         | Niet van toepassing  | Niet van toepassing | Niet van toepassing  | Noorwegen W met 2-0        | Russisch Paralympisch Comité W met 2-1 | China V met 0-2                  | Zilver |

### Tennis
| Paralympiër                   | Onderdeel           | eerste ronde              | tweede ronde                    | derde ronde             | kwartfinale                        | halve finale                    | (troost)finale              | rang   |  |
| Paralympiër                   | Onderdeel           | tegenstander en uitslag   | tegenstander en uitslag         | tegenstander en uitslag | tegenstander en uitslag            | tegenstander en uitslag         | tegenstander en uitslag     | rang   |  |
| ----------------------------- | ------------------- | ------------------------- | ------------------------------- | ----------------------- | ---------------------------------- | ------------------------------- | --------------------------- | ------ |  |
| Carlos Anker                  | mannen- enkelspel   | Sanada V 1–6, 1–6         | —                               | —                       | —                                  | —                               | —                           | 33e    |  |
| Tom Egberink                  | mannen- enkelspel   | bye                       | Borhan W 6–0, 6–1               | Olsson W 1–6, 7–6, 6–3  | Caverzaschi W 6–4, 6–3             | Hewett W 6–4, 7–6               | Kunieda V 1–6, 2–6          | Zilver |  |
| Maikel Scheffers              | mannen- enkelspel   | Stroud W 6–4, 6–3         | Ji V 4–6, 4–6                   | —                       | —                                  | —                               | —                           | 17e    |  |
| Ruben Spaargaren              | mannen- enkelspel   | Riegler W 6–0, 6–1        | Cataldo W 6–2, 6–3              | Hewett V 1–6, 6–2, 3–6  | —                                  | —                               | —                           | 9e     |  |
| Carlos Anker Ruben Spaargaren | mannen- dubbelspel  | bye                       | Cataldo/ Sepulveda W 6–1, 7–5   | n.v.t.                  | Kunieda/ Sanada V 6–7, 3–6         | —                               | —                           | 5e     |  |
| Tom Egberink Maikel Scheffers | mannen- dubbelspel  | bye                       | Berdichevsky/ Sasson W 6–1, 6–1 | n.v.t.                  | Fernández/ Ledesma W 6–1, 3–6, 7–5 | Houdet/ Peifer V 2–6, 4–6       | Kunieda/ Sanada W 6–3, 6–2  | Brons  |  |
|                               |                     |                           |                                 |                         |                                    |                                 |                             |        |  |
| Diede de Groot                | vrouwen- enkelspel  | Cabrillana W 6–1, 6–0     | Huang J W 6–0, 6–2              | n.v.t.                  | Ohtani W 6–3, 6–2                  | Whiley W 6–4, 6–2               | Kamiji W 6–3, 7–6           | Goud   |  |
| Aniek van Koot                | vrouwen- enkelspel  | Krüger W 6–3, 6–1         | Mörch W 6–3, 6–0                | n.v.t.                  | Wang W 7–6, 2–6, 6–2               | Kamiji V 2–6, 2–6               | Whiley V 4–6, 7–6, 4–6      | 4e     |  |
| Diede de Groot Aniek van Koot | vrouwen- dubbelspel | bye                       | Boebnova/ Lvova W 6–2, 6–1      | n.v.t.                  | n.v.t.                             | Kamiji/ Ohtani W 6–4, 6–2       | Shuker/ Whiley W 6–0, 6–1   | Goud   |  |
|                               |                     |                           |                                 |                         |                                    |                                 |                             |        |  |
| Sam Schröder                  | quads- enkelspel    | Saadon W 6–1, 6–2         | Davidson W 6–2, 6–1             | n.v.t.                  | n.v.t.                             | Sugeno W 6–2, 6–3               | Alcott V 6–7, 1–6           | Zilver |  |
| Niels Vink                    | quads- enkelspel    | Weinberg W 6–0, 6–3       | Lapthorne W 6–4, 6–1            | n.v.t.                  | n.v.t.                             | Alcott V 4–6, 6–3, 4–6          | Sugeno W 6–1, 6–4           | Brons  |  |
| Sam Schröder Niels Vink       | quads- dubbelspel   | Barten/ Wagner W 6–2, 6–1 | n.v.t.                          | n.v.t.                  | n.v.t.                             | Cotterill/ Lapthorne W 6–0, 6–2 | Alcott/ Davidson W 6–4, 6–3 | Goud   |  |

### Triatlon
| Paralympiër    | Onderdeel             | Resultaat | Prestatie |
| -------------- | --------------------- | --------- | --------- |
| Jetze Plat     | Individueel, PTWC (m) | Goud      | 0:57:51   |
| Geert Schipper | Individueel, PTWC (m) | 4e        | 1:03:01   |
|                |                       |           |           |
| Margret IJdema | Individueel, PTWC (v) | 7e        | 1:16:55   |

### Wielrennen

#### Baan
| Atleet                                  | Onderdeel                           | Heats               | Heats               | (Bronzen) Finale       | (Bronzen) Finale    |
| Atleet                                  | Onderdeel                           | Resultaat           | Rang                | Resultaat              | Rang                |
| --------------------------------------- | ----------------------------------- | ------------------- | ------------------- | ---------------------- | ------------------- |
| Daniel Abraham Gebru                    | Individuele achtervolging, C5 (m)   | 4:23.096            | 5e                  | Niet gekwalificeerd    | Niet gekwalificeerd |
| Tristan Bangma Piloot: Patrick Bos      | Individuele achtervolging, B (m)    | 3:59.470            | 1e                  | Tegenstander ingehaald | Goud                |
| Vincent ter Schure Piloot: Timo Fransen | Individuele achtervolging, B (m)    | 4:06.004            | 5e                  | Niet gekwalificeerd    | Niet gekwalificeerd |
|                                         |                                     |                     |                     |                        |                     |
| Caroline Groot                          | 500 m tijdrit, C4-5 (v)             | Niet van toepassing | Niet van toepassing | 0:35.599               | Brons               |
| Caroline Groot                          | Individuele achtervolging, C5 (v)   | 4:18.095            | 8e                  | Niet gekwalificeerd    | Niet gekwalificeerd |
| Larissa Klaassen Piloot: Imke Brommer   | 1000 m tijdrit, B (v)               | Niet van toepassing | Niet van toepassing | 1:05.291               | Goud                |
| Larissa Klaassen Piloot: Imke Brommer   | Individuele achtervolging, B (v)    | 3:32.620            | 7e                  | Niet gekwalificeerd    | Niet gekwalificeerd |
| Alyda Norbruis                          | 500 m tijdrit, C1-3 (v)             | Niet van toepassing | Niet van toepassing | 0:36.057               | Zilver              |
| Alyda Norbruis                          | Individuele achtervolging, C1-3 (v) | 4:13.727            | 12e                 | Niet gekwalificeerd    | Niet gekwalificeerd |

#### Weg
| Paralympiër                             | Onderdeel              | Resultaat | Prestatie      |
| --------------------------------------- | ---------------------- | --------- | -------------- |
| Daniel Abraham Gebru                    | Wegwedstrijd, C4-5 (m) | Brons     | 2:15:20        |
| Daniel Abraham Gebru                    | Tijdrit, C5 (m)        | Goud      | 42:46.45       |
| Tristan Bangma Piloot: Patrick Bos      | Wegwedstrijd, B (m)    | Zilver    | 3:05:01        |
| Tristan Bangma Piloot: Patrick Bos      | Tijdrit, B (m)         | 6e        | 47:20.91       |
| Jetze Plat                              | Wegwedstrijd, H4 (m)   | Goud      | 2:15:13        |
| Jetze Plat                              | Tijdrit, H4 (m)        | Goud      | 37:28.92       |
| Vincent ter Schure Piloot: Timo Fransen | Wegwedstrijd, B (m)    | Goud      | 2:59:13        |
| Vincent ter Schure Piloot: Timo Fransen | Tijdrit, B (m)         | Zilver    | 42:00.77       |
| Mitch Valize                            | Wegwedstrijd, H5 (m)   | Goud      | 2:24:30        |
| Mitch Valize                            | Tijdrit, H5 (m)        | Goud      | 38:12.16       |
| Tim de Vries                            | Wegwedstrijd, H5 (m)   | Brons     | 2:24:40        |
| Tim de Vries                            | Tijdrit, H5 (m)        | 5e        | 41:33.46       |
|                                         |                        |           |                |
| Chantal Haenen                          | Wegwedstrijd, H5 (v)   | DNF       | Niet gefinisht |
| Chantal Haenen                          | Tijdrit, H4-5 (v)      | 4e        | 49:15.28       |
| Jennette Jansen                         | Wegwedstrijd, H1-4 (v) | Goud      | 0:56:15        |
| Jennette Jansen                         | Tijdrit, H4-5 (v)      | Brons     | 48:45.69       |

### Zwemmen
| Atleet                                                       | Onderdeel                              | Series              | Series              | Finale              | Finale              |
| Atleet                                                       | Onderdeel                              | Resultaat           | Rang                | Resultaat           | Rang                |
| ------------------------------------------------------------ | -------------------------------------- | ------------------- | ------------------- | ------------------- | ------------------- |
| Rogier Dorsman                                               | 400 m vrije slag, S11 (m)              | 4:30.23             | 1e                  | 4:28.47             | Goud                |
| Rogier Dorsman                                               | 100 m vrije slag, S11 (m)              | 1:10.51             | 2e                  | 1:10.10             | 4e                  |
| Rogier Dorsman                                               | 100 m schoolslag, S11 (m)              | 1:11.91             | 1e                  | 1:11.22             | Goud                |
| Rogier Dorsman                                               | 100 m vlinderslag, S11 (m)             | 1:05.64             | 3e                  | 1:05.67             | 4e                  |
| Rogier Dorsman                                               | 200 m wisselslag, SM11 (m)             | 2:20.75             | 1e                  | 2:19.02             | Goud                |
| Tim van Duuren                                               | 100 m schoolslag, SB8 (m)              | 1:10.36             | 3e                  | 1:10.55             | 4e                  |
| Marc Evers                                                   | 100 m rugslag, S14 (m)                 | 1:03.98             | 13e                 | Niet gekwalificeerd | Niet gekwalificeerd |
| Marc Evers                                                   | 100 m rugslag, SB14 (m)                | 1:08.43             | 8e                  | 1:07.11             | 6e                  |
| Marc Evers                                                   | 100m vlinderslag, S14 (m)              | 0:58.91             | 14e                 | Niet gekwalificeerd | Niet gekwalificeerd |
| Marc Evers                                                   | 200 m wisselslag, SM14 (m)             | 2:13.10             | 3e                  | 2:13.25             | 8e                  |
| Querijn Hensen                                               | 50 m vrije slag, S10 (m)               | 0:25.58             | 10e                 | Niet gekwalificeerd | Niet gekwalificeerd |
| Querijn Hensen                                               | 100 m vrije slag, S10 (m)              | 1:01.87             | 3e                  | 1:02.19             | 6e                  |
| Thijs van Hofweegen                                          | 100 m vrije slag, S6 (m)               | 1:07.70             | 6e                  | 1:06.39             | 5e                  |
| Thijs van Hofweegen                                          | 100 m rugslag, S6 (m)                  | 1:20.26             | 6e                  | 1:19.69             | 7e                  |
| Bas Takken                                                   | 100 m vrije slag, S10 (m)              | 0:53.94             | 6e                  | 0:54.06             | 6e                  |
| Bas Takken                                                   | 400 m vrije slag, S10 (m)              | 4:07.17             | 1e                  | 4:02.02             | Zilver              |
| Bas Takken                                                   | 100 m rugslag, S10 (m)                 | 1:01.89             | 4e                  | 1:01.52             | 5e                  |
| Bas Takken                                                   | 200 m individuele wisselslag, SM10 (m) | 2:16.91             | 3e                  | 2:11.39             | Brons               |
| Thomas van Wanrooij                                          | 100 m rugslag, S13 (m)                 | 1:00.48             | 2e                  | 1:00.50             | 5e                  |
| Thomas van Wanrooij                                          | 100 m schoolslag, SB13 (m)             | 1:06.83             | 6e                  | 1:06.75             | 6e                  |
| Thomas van Wanrooij                                          | 200 m individuele wisselslag, SM13 (m) | 2:11.12             | 2e                  | 2:10.79             | Brons               |
| Tim van Duuren Querijn Hensen Thijs van Hofweegen Bas Takken | 4x100 m wisselslag, 34 punten (m)      | 4:19.68             | 2e                  | 4:22.25             | 5e                  |
|                                                              |                                        |                     |                     |                     |                     |
| Liesette Bruinsma                                            | 50 m vrije slag, S11 (v)               | 0:30.26             | 4e                  | 0:30.19             | 4e                  |
| Liesette Bruinsma                                            | 100 m vrije slag, S11 (v)              | 1:07.69             | 2e                  | 1:06.55             | Zilver              |
| Liesette Bruinsma                                            | 400 m vrije slag, S11 (v)              | 5:10.33             | 2e                  | 5:05.34             | Zilver              |
| Liesette Bruinsma                                            | 100 m schoolslag, SB11 (v)             | 1:28.19             | 3e                  | 1:27.29             | 4e                  |
| Liesette Bruinsma                                            | 200 m wisselslag, SM11 (v)             | 2:50.70             | 4e                  | 2:50.78             | 5e                  |
| Lisa Kruger                                                  | 100 m vrije slag, S10 (v)              | 1:01.75             | 5e                  | 1:00.68             | Brons               |
| Lisa Kruger                                                  | 100 m rugslag, S10 (v)                 | 1:10.81             | 4e                  | 1:09.44             | Brons               |
| Lisa Kruger                                                  | 100 m schoolslag, SB9 (v)              | 1:13.83             | 2e                  | 1:13.91             | Zilver              |
| Lisa Kruger                                                  | 200 m individuele wisselslag, SM10 (v) | 2:30.73             | 2e                  | 2:27.86             | Brons               |
| Chantalle Zijderveld                                         | 50 m vrije slag, S10 (v)               | 0:28.07             | 3e                  | 0:27.42             | Zilver              |
| Chantalle Zijderveld                                         | 100 m vrije slag, S10 (v)              | 1:01.51             | 3e                  | 1:00.23             | Zilver              |
| Chantalle Zijderveld                                         | 100 m schoolslag, SB9 (v)              | 1:11.23             | 1e                  | 1:10.99             | Goud                |
| Chantalle Zijderveld                                         | 100 m vlinderslag, S10 (v)             | Niet van toepassing | Niet van toepassing | 1:07.91             | Brons               |
| Chantalle Zijderveld                                         | 200 m individuele wisselslag, SM10 (v) | 2:28.40             | 1e                  | 2:24.85             | Goud                |

Afghanistan · 
Algerije · 
Amerikaanse Maagdeneilanden · 
Angola · 
Argentinië · 
Armenië · 
Aruba · 
Australië · 
Azerbeidzjan · 
Bahrein · 
Barbados · 
Belarus · 
België · 
Benin · 
Bermuda · 
Bosnië en Herzegovina · 
Botswana · 
Brazilië · 
Bulgarije · 
Burkina Faso · 
Burundi · 
Cambodja · 
Canada · 
Centraal-Afrikaanse Republiek · 
Chili · 
China · 
Chinees Taipei · 
Colombia · 
Congo-Brazzaville · 
Congo-Kinshasa · 
Costa Rica · 
Cuba · 
Cyprus · 
Denemarken · 
Dominicaanse Republiek · 
Duitsland · 
Ecuador · 
Egypte · 
El Salvador · 
Estland · 
Ethiopië · 
Faeröer · 
Fiji · 
Filipijnen · 
Finland · 
Frankrijk · 
Gabon · 
Gambia · 
Georgië · 
Ghana · 
Griekenland · 
Groot-Brittannië · 
Guatemala · 
Guinee · 
Guinee‑Bissau · 
Haïti · 
Honduras · 
Hongarije · 
Hongkong · 
Ierland · 
IJsland · 
India · 
Indonesië · 
Irak · 
Iran · 
Israël · 
Italië · 
Ivoorkust · 
Jamaica · 
Japan · 
Jordanië · 
Kaapverdië · 
Kameroen · 
Kazachstan · 
Kenia · 
Kirgizië · 
Koeweit · 
Kroatië · 
Laos · 
Lesotho · 
Letland · 
Libanon · 
Liberia · 
Libië · 
Litouwen · 
Luxemburg · 
Madagaskar · 
Maleisië · 
Mali · 
Malta · 
Marokko · 
Mauritius · 
Mexico · 
Moldavië · 
Mongolië · 
Montenegro · 
Mozambique · 
Namibië · 
Nederland · 
Nepal · 
Nicaragua · 
Nieuw-Zeeland · 
Niger · 
Nigeria · 
Noord-Macedonië · 
Noorwegen · 
Oeganda · 
Oekraïne · 
Oezbekistan · 
Oman · 
Oostenrijk · 
Pakistan · 
Palestina · 
Panama · 
Papoea-Nieuw-Guinea · 
Peru · 
Polen · 
Portugal · 
Puerto Rico · 
Qatar · 
Roemenië · 
Russisch Paralympisch Comité ·
Rwanda · 
Saint Vincent en Grenadines · 
Samoa · 
Saoedi-Arabië · 
Sao Tomé en Principe · 
Senegal · 
Servië · 
Seychellen · 
Sierra Leone · 
Singapore · 
Slovenië · 
Slowakije · 
Somalië · 
Spanje · 
Sri Lanka · 
Syrië · 
Tadzjikistan · 
Tanzania · 
Thailand · 
Togo · 
Tonga · 
Trinidad en Tobago · 
Tsjechië · 
Tunesië · 
Turkije · 
Turkmenistan · 
Uruguay · 
Venezuela · 
Verenigde Arabische Emiraten · 
Verenigde Staten · 
Vietnam · 
Zimbabwe · 
Zuid-Afrika · 
Zuid-Korea · 
Zweden · 
Zwitserland
Paralympisch Vluchtelingen Team